# スワップス
スワップス (Swaps) は、アメリカ合衆国の競走馬、種牡馬。1955年のケンタッキーダービー優勝馬で、ライバルであるナシュアとマッチレースを行った。

## 競走馬時代
1954年5月20日、2歳になったスワップスはアメリカ西海岸のハリウッドパーク競馬場で行われたデビュー戦を優勝した。この年は6戦3勝だが、12月30日のサンタアニタパーク競馬場での一般競走では以後主戦騎手となるウィリー・シューメーカーが騎乗するとここから連勝が始まった。
翌年も年明けから3連勝でアメリカ三冠競走第1戦のケンタッキーダービーに駒を進めた。この競走の単勝1番人気は東海岸中心で6連勝中のナシュアであり、2番人気のスワップスはナシュアとの激しい攻防の末、1馬身半差で優勝した。カリフォルニア州生産馬としては3頭目で、前年のディターミンに続き2年連続の勝利であった。
スワップスは残る三冠競走には出走せず、西海岸のハリウッドパーク競馬場に戻って連勝を重ね、ナシュアは三冠の残り2競走を快勝していた。8月31日にはワシントンパーク競馬場でこの2頭によるマッチレース（競走名はワシントンパークマッチ）が行われ、今度はナシュアが 6馬身半差で雪辱を果たした。
スワップスの連勝は9で止まったが、その後も西海岸を中心に勝ちまくり、レコードタイム8回（うち世界レコード5回）を記録した。一方のナシュアも東海岸でやはり敵無しの強さであった。スワップスは4歳秋となった1956年9月3日のワシントンパークハンデキャップ1着を最後に、ナシュアも10月13日のジョッキークラブゴールドカップステークス1着を最後に引退した。スワップス25戦19勝、ナシュア30戦22勝。両馬の対戦成績は1勝1敗。
ナシュアは3歳時の1955年に、スワップスは4歳時の1956年にアメリカ年度代表馬（エクリプス賞の前身）を受賞している。

## 種牡馬時代
引退後は種牡馬となり当初は生まれ故郷であるカリフォルニア州のレックス・エリズワース所有の牧場で過ごしたが、翌年はケンタッキー州レキシントンのダービーダンファームに移動。晩年の5年間はケンタッキー州のスペンドスリフトファームで過ごし、1972年11月に死亡した。
産駒はシャトーゲイが親子2代でケンタッキーダービーを優勝したほか後に日本に種牡馬として輸入、他には親子2代でアメリカ競馬殿堂入りを果たした牝馬アフェクショネイトリー、ウッドメモリアルステークスを優勝したノーロバリー、日本のきさらぎ賞を優勝したスピリットスワプス（10勝）、繁殖牝馬として活躍したイントリーギングなどがいる。
1966年にアメリカ競馬殿堂入りした。ナシュアもその前年に殿堂入りしている。
ブラッドホース誌が選出した「20世紀のアメリカ名馬100選」では20位にランキングされた。

## 血統表
| スワップスの血統                  | スワップスの血統                     | スワップスの血統              | （血統表の出典）              | （血統表の出典） |
| 父系                              | ケーレッド系                         | ケーレッド系                  | ケーレッド系                  | [ § 2 ]          |
| 父 Khaled 1943 鹿毛 イギリス      | 父の父Hyperion 1930 栗毛 イギリス    | Gainsborough                  | Bayardo                       | Bayardo          |
| 父 Khaled 1943 鹿毛 イギリス      | 父の父Hyperion 1930 栗毛 イギリス    | Gainsborough                  | Rosedrop                      |                  |
| 父 Khaled 1943 鹿毛 イギリス      | 父の父Hyperion 1930 栗毛 イギリス    | Selene                        | Chaucer                       | Chaucer          |
| 父 Khaled 1943 鹿毛 イギリス      | 父の父Hyperion 1930 栗毛 イギリス    | Selene                        | Serenissima                   |                  |
| 父 Khaled 1943 鹿毛 イギリス      | 父の母Eclair 1930 鹿毛 イギリス      | Ethnarch                      | The Tetrarch                  | The Tetrarch     |
| 父 Khaled 1943 鹿毛 イギリス      | 父の母Eclair 1930 鹿毛 イギリス      | Ethnarch                      | Karenza                       |                  |
| 父 Khaled 1943 鹿毛 イギリス      | 父の母Eclair 1930 鹿毛 イギリス      | Black Ray                     | Black Jester                  | Black Jester     |
| 父 Khaled 1943 鹿毛 イギリス      | 父の母Eclair 1930 鹿毛 イギリス      | Black Ray                     | Lady Brilliant                |                  |
| 母 Iron Reward 1946 鹿毛 アメリカ | 母の父Beau Pere 1927 青鹿毛 イギリス | Son-in-law                    | Dark Ronald                   | Dark Ronald      |
| 母 Iron Reward 1946 鹿毛 アメリカ | 母の父Beau Pere 1927 青鹿毛 イギリス | Son-in-law                    | Mother In Law                 |                  |
| 母 Iron Reward 1946 鹿毛 アメリカ | 母の父Beau Pere 1927 青鹿毛 イギリス | Cinna                         | Polymelus                     | Polymelus        |
| 母 Iron Reward 1946 鹿毛 アメリカ | 母の父Beau Pere 1927 青鹿毛 イギリス | Cinna                         | Baroness La Fleche            |                  |
| 母 Iron Reward 1946 鹿毛 アメリカ | 母の母Iron Maiden 1941 鹿毛 アメリカ | War Admiral                   | Man O' War                    | Man O' War       |
| 母 Iron Reward 1946 鹿毛 アメリカ | 母の母Iron Maiden 1941 鹿毛 アメリカ | War Admiral                   | Brushup                       |                  |
| 母 Iron Reward 1946 鹿毛 アメリカ | 母の母Iron Maiden 1941 鹿毛 アメリカ | Betty Derr                    | Sir Gallahad                  | Sir Gallahad     |
| 母 Iron Reward 1946 鹿毛 アメリカ | 母の母Iron Maiden 1941 鹿毛 アメリカ | Betty Derr                    | Uncle's Lassie                |                  |
| 母系(F-No.)                       | (FN:A4)                              | (FN:A4)                       | (FN:A4)                       | [ § 3 ]          |
| 5代内の近親交配                   | Polymelus 5×4、Bay Ronald 5×5        | Polymelus 5×4、Bay Ronald 5×5 | Polymelus 5×4、Bay Ronald 5×5 | [ § 4 ]          |
| 出典                              | 1. 2. 3. 4.                          | 1. 2. 3. 4.                   | 1. 2. 3. 4.                   | 1. 2. 3. 4.      |